# Shūrāb Khān
Shūrāb Khān (persiska: شوراب, شورابِ خان, شوراب خان, Shūrāb) är en ort i Iran.   Den ligger i provinsen Kurdistan, i den nordvästra delen av landet, 300 km väster om huvudstaden Teheran. Shūrāb Khān ligger 1 761 meter över havet och antalet invånare är 317.
Terrängen runt Shūrāb Khān är en högslätt. Runt Shūrāb Khān är det ganska tätbefolkat, med 58 invånare per kvadratkilometer. Närmaste större samhälle är Serīshābād, 11,1 km sydost om Shūrāb Khān. Trakten runt Shūrāb Khān består i huvudsak av gräsmarker.